# Hani Al-Mulki
Hani Al-Mulki también conocido como Hani Mulki (árabe: هاني الملقي, Hāni Al-Mulki; n. Amán, Jordania, 15 de octubre de 1951) es un político, diplomático e ingeniero jordano.
Desde el 1 de junio de 2016, tras haber sido nombrado por el Rey Abdalá II se desempeñó como primer ministro de Jordania, en sucesión de Abdullah Ensour. Presentó su renuncia el 4 de junio de 2018 tras una ola de protestas debido a la implementación de medidas de austeridad respaldadas por el Fondo Monetario Internacional para hacer frente a la deuda del país.